# Zawada (powiat tarnogórski)

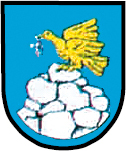
Nieoficjalny herb wsi Zawada

Zawada (niem. Zawada, 1936–1945 Bachweiler) – wieś sołecka w Polsce położona w województwie śląskim, w powiecie tarnogórskim, w gminie Zbrosławice.
W latach 1975–1998 miejscowość należała administracyjnie do województwa katowickiego.
W Zawadzie urodził się XV-wieczny teolog, rektor Akademii Krakowskiej, Stanisław z Zawady.
Jedynym zabytkiem wsi wpisanym do rejestru jest kościół filialny św. Marka z połowy XIX wieku. W sąsiednich Karchowicach znajduje się Zabytkowa Stacja Wodociągowa Zawada.